# Ciénaga de los Muertos
La Ciénaga de los Muertos es un lugar ficticio creado por el escritor británico J. R. R. Tolkien para ambientar historias de su legendarium. Para Tolkien tiene asociaciones tanto históricas como míticas.
Se trata de una vasta región de ciénagas ubicadas al sureste de Emyn Muil; entre las tierras de la llanura de Dagorlad, las Tierras de Nadie y las tierras pantanosas del río Anduin, conocidas como Cancha Aguada (Nindalf). Alimentadas por las aguas que descienden de las colinas, en el lugar existen muchas lagunas y riachos fétidos, con pocos lugares en donde las tierras eran firmes y secas. Los tremedales y el fango eran una constante que se extendía por muchas millas cuadradas. Producto de los gases de putrefacción se producían, en muchos sitios, súbitas llamaradas de fuego o permanentes hogueras que ardían con luz tenue.
En avance permanente, las Ciénagas de los Muertos se extendieron en dirección este e inundaron parte de la llanura de la batalla, la que contenía muchas de las tumbas de los hombres y elfos que murieron durante la Guerra de la Última Alianza entre Elfos y Hombres, al final de la Segunda Edad. También, tras la Batalla del Campamento en 1944 T. E., gran parte del ejército de los Aurigas fue empujado a las Ciénagas de los Muertos y allí pereció. Es por ese motivo que recibió el nombre, puesto que por algún maleficio, podían verse el rostro y el cuerpo de muchos muertos ataviados con los ropajes de los guerreros, que miraban con ojos desorbitados y muertos desde el fondo de las charcas; «como a través de un vidrio cubierto de inmundicia».
A través de estas ciénagas tuvo que viajar Frodo Bolsón con Samsagaz Gamyi y Gollum, en su misión durante la Guerra del Anillo, buscando el camino hacia Mordor que Gollum había seguido años atrás para huir de las manos de Sauron; puesto que los sirvientes del señor oscuro no se atrevían a transitar el lugar. Fue aquí, donde encontraron los horribles fantasmas del «pantano de las caras muertas», en donde los espíritus animados de guerreros muertos hacía mucho tiempo atrás, aparecían en sus enlodados lechos de muerte.